# Хасан Челеби џамија
Хасан Челеби џамија, позната и као Арап џамија је једна од најстаријих џамија и најстаријих грађевина уопште у Новом Пазару. Налази се у Улици 7. јула, на улазу у стару новопазарску чаршију. Својим положајем минарет Арап-џамије представља визуелни акценат читаве Старе чаршије. О историјату ове џамије и њеном ктитору постоји веома мало поузданих података, али је познато је да се помиње у попису из 1528. године.

## Историја
У изворима из 15. века као градитељ џамије спомиње се извесни Хасан Челеби или Хасан-бег, али не постоји ни један поуздан податак који би означио његову етничку припадност. 
Године 1689. године џамија је спаљена, а касније обновљена. Према неким изворима сматра се да ју је обновио извесни Арап (Арапин), који је могао службовати у Пазару као официр или неки други старешина, па се од тада све више зове Арап, а све мање Хасан Челебијина џамија. Постоји и легенда да је џамију обновио Арап, официр турске војске, коме је касније на Великом гробљу подигнут велики надгробни споменик који се и данас ту налази, познат као Арапов гроб или Арапово мезарје.

## Архитектура
Арап џамија спада у ред џамија с минаретом зиданим опеком и каменом озиданом опеком. Овакав облик и начин зидања минарета одраз су аутохоног изражавања у сакралној архитектури. Овакви ниски зидани минарети сусрећу се у Малој Азији. Тело минарета је кружног пресека, помало здепасти и архаичан. Минарет је зидан је танком опеком, од које су изведена и газишта и конструкција спиралног степеништа, а само су парапетне плоче изведене од камена трахита. Градитељи џамија су највише труда и умећа показали код зидања првих минарета. Били су вични раду с опеком, а своје богато искуство у декорисању кровних венаца пренели су на обликовање тестерастих украса испод шерефета. Спољно лице минарета није било малтерисано пошто је овакав начин зидања представљао посебан ликовни квалитет целине џамије и стилску одредницу. У Новом Пазару је очувано неколико оваквих џамија: Хајрудин џамија (Паричка), Ферхадија, Чалап Верди, Куру Чешме и Арап џамија.
Молитвени простор је веома простран и има неуобичајен, изразито издужен правоугаони облик. Према положају минарета, молитвени простор је увећан за цео улазни део. Махфил (галерија у џамији где обично клањају жене), на који се улази са спрата, има велику дубину и ослања се чак на два реда стубова. Михраб је изведен у облику полукружне нише са профилираним оквиром. 
Хасан Челеби или Арап џамија има јединствену диспозицију у односу на положај осталих џамија унутар својих парцела. Окружена је низом трговачких и занатских радњи које формирају цео блок, одређен правцима данашњих улица 1. мај и 7. јул. Повезивање са дућанима је изведено на посебан начин. Судећи према данашњем габариту и развоју читавог блока, Арап џамија је грађена у две фазе. У другој фази је највјероватније дошло до затварања простора испред џамије и формирања спратног дела, чија се конструкција над улицом 7. јули ослања на угаони стубац и наткрива улаз у џамију. Спољни изглед представља складну целину над којом се јасно не издваја главни део џамије. Касније дозидани дућани око џамије у крововима су повезани у велике масе, препуштене дубоким стрехама преко зидова. Сви прозори су правоугаони, без украсних елемената. Својим положајем минарет Арап-џамије представља визуелни акценат читаве Старе чаршије.

### Рестаурација
Због дотрајалости кровне конструкције и опасности од урушавањ џамија је 2017. године затворена. Следеће, 2018. године је започета реконструкција, која је у јавности изазвала бројне полемике и поделила јавност. Реконструкцију је обавила Исламска заједница у Србији. Градска управа се противила, тврдећи да се обавља нестручно. Затражено је и мишљење Републичког завода за заштиту споменика културе, који је донело решење којим се забрањује извођење радова на кровној конструкцији и ковном покривачу на Арап џамији у Старој чаршији „због тога што се радови изводе без утврђених услова за предузимање мера техничке заштите“. Без обзира на ово решење радови су настављени, а у међувремену се урушио и један џамијски зид. Џамија је ипак обновљена и 9. априла 2021. године је отворена за јавност, којом приликом је одржана и прикладна свечаност.